# Orde van de Rode Vlag van de Arbeid (Tsjecho-Slowakije)

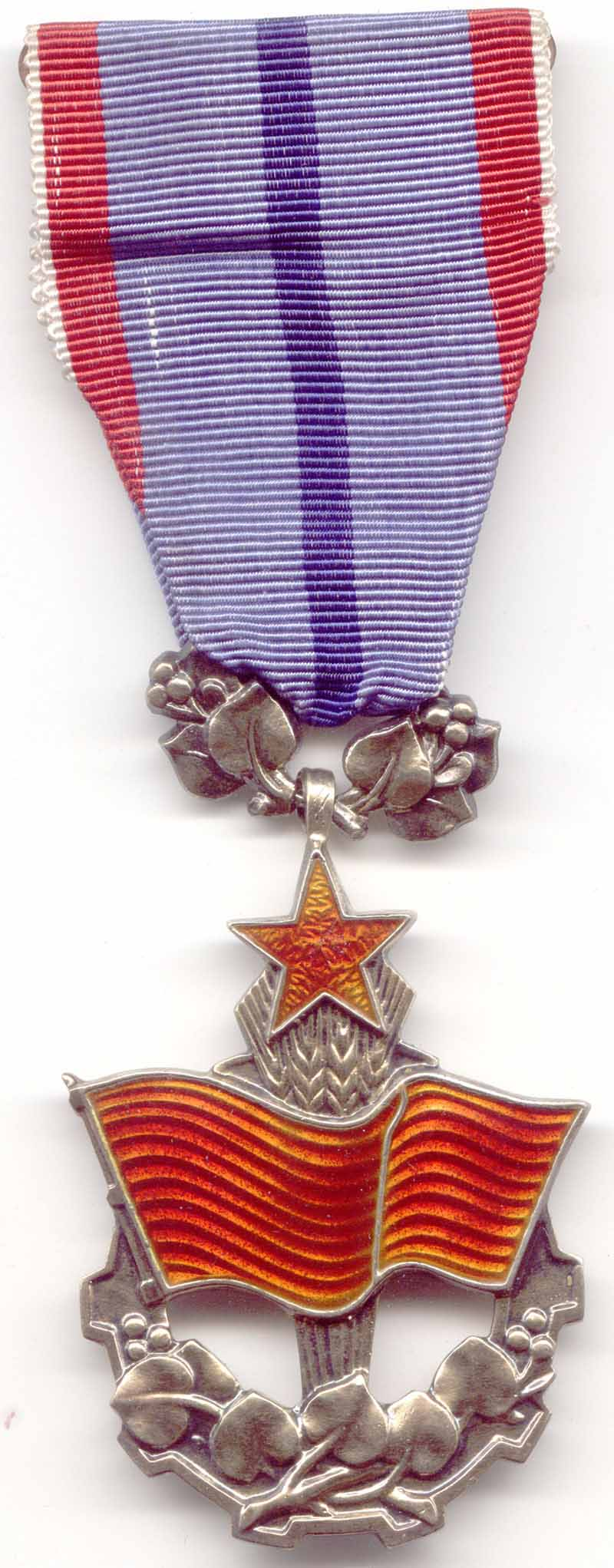
Medaille

De Orde van de Rode Vlag van de Arbeid (Tsjechisch: Řád rudého praporu práce) werd in 1955 ingesteld door de regering van Tsjecho-Slowakije. Deze orde werd na het opheffen van Tsjecho-Slowakije in 1990 opgeheven en zij komt niet voor in de lijst van onderscheidingen van Tsjechië of Slowakije. Men mag haar nog wel dragen.
Het lint van de orde is lichtblauw met een centrale verticale donkerblauwe streep en wit-rode biezen.